# Cal Niday
Calvin Lee Niday, detto Cal (Turlock, 29 aprile 1914 – Lancaster, 14 febbraio 1988), è stato un pilota automobilistico statunitense.
Prese parte a 3 edizioni della 500 Miglia di Indianapolis tra il 1953 e il 1955. Il suo miglior piazzamento fu il 10º posto nel 1954.
Morì nel 1988 in seguito ad un attacco di cuore dopo un incidente sulla pista di Willow Springs.
Tra il 1950 e il 1960 la 500 Miglia faceva parte del Campionato Mondiale, e per questo motivo Niday ha all'attivo 3 Gran Premi di Formula 1.

## Risultati in Formula 1
| 1953 | Scuderia                         | Vettura           |  |     |  |  |  |  |  |  |  | Punti | Pos. |
| ---- | -------------------------------- | ----------------- |  | --- |  |  |  |  |  |  |  | ----- | ---- |
| 1953 | Miracle Power Storey-Ricketts NQ | Kurtis Kraft 4000 |  | Rit |  |  |  |  |  |  |  | 0     |      |

| 1954 | Scuderia    | Vettura |  |    |  |  |  |  |  |  |  | Punti | Pos. |
| ---- | ----------- | ------- |  | -- |  |  |  |  |  |  |  | ----- | ---- |
| 1954 | Jim Robbins | Stevens |  | 10 |  |  |  |  |  |  |  | 0     |      |

| 1955 | Scuderia              | Vettura           |  |  |     |  |  |  |  |  |  | Punti | Pos. |
| ---- | --------------------- | ----------------- |  |  | --- |  |  |  |  |  |  | ----- | ---- |
| 1955 | D-A Lubricants Racing | Kurtis Kraft 500B |  |  | Rit |  |  |  |  |  |  | 0     |      |

| Legenda | 1º posto     | 2º posto | 3º posto    | A punti         | Senza punti/Non class.  | Grassetto – Pole position Corsivo – Giro più veloce |
| Legenda | Squalificato | Ritirato | Non partito | Non qualificato | Solo prove/Terzo pilota | Grassetto – Pole position Corsivo – Giro più veloce |